# Міллет (Альберта)
Мілет (англ. Millet) — містечко в Канаді, у провінції Альберта, у складі муніципального району Ветасківін № 10.

## Населення
За даними перепису 2016 року, містечко нараховувало 1945 осіб, показавши скорочення на 7,0%, порівняно з 2011-м роком. Середня густина населення становила 522,9 осіб/км².
З офіційних мов обидвома одночасно володіли 80 жителів, тільки англійською — 1 860, тільки французькою — 5. Усього 85 осіб вважали рідною мовою не одну з офіційних, з них 5 — одну з корінних мов, а 5 — українську.
Працездатне населення становило 1 075 осіб (68% усього населення), рівень безробіття — 13,5% (15,6% серед чоловіків та 10,6% серед жінок). 87% осіб були найманими працівниками, а 12,6% — самозайнятими.
Середній дохід на особу становив $45 708 (медіана $39 211), при цьому для чоловіків — $58 325, а для жінок $32 280 (медіани — $57 472 та $28 448 відповідно).
31,6% мешканців мали закінчену шкільну освіту, не мали закінченої шкільної освіти — 27,5%, 40,5% мали післяшкільну освіту, з яких 14,8% мали диплом бакалавра, або вищий.
| Статево-вікова структура населення | Статево-вікова структура населення | Статево-вікова структура населення | Статево-вікова структура населення | Статево-вікова структура населення |
| ---------------------------------- | ---------------------------------- | ---------------------------------- | ---------------------------------- | ---------------------------------- |
|                                    |                                    |                                    |                                    |                                    |
| Всього                             | Всього                             | 51,3%48,7%                         |                                    |                                    |
| 0 — 14 років                       | 0 — 14 років                       |                                    | 18,5%                              | 18,5%                              |
| 15 — 64 років                      | 15 — 64 років                      |                                    | 64,8%                              | 64,8%                              |
| 65 і більше                        | 65 і більше                        |                                    | 16,7%                              | 16,7%                              |
| 85 і більше                        | 85 і більше                        |                                    | 1%                                 | 1%                                 |
| Середній вік (років)               | Середній вік (років)               | 40,341,4                           | 40,8                               | 40,8                               |
| Медіана (років)                    | Медіана (років)                    | 41,244,4                           | 42,7                               | 42,7                               |
| — чоловіки — жінки                 |                                    |                                    |                                    |                                    |

| Походження мешканців:     | Походження мешканців:     | Походження мешканців: | Походження мешканців: | Походження мешканців: |
| ------------------------- | ------------------------- | --------------------- | --------------------- | --------------------- |
| Походження                |                           |                       | осіб                  | %                     |
| Корінні американці        | Корінні американці        |                       | 220                   | 11.31%                |
| Інше північноамериканське | Інше північноамериканське |                       | 655                   | 33.68%                |
| Європейське               | Європейське               |                       | 1 520                 | 78.15%                |
| британське                | британське                |                       | 995                   | 51.16%                |
| французьке                | французьке                |                       | 270                   | 13.88%                |
| українське                | українське                |                       | 180                   | 9.25%                 |
| Латинськоамериканське     | Латинськоамериканське     |                       | 10                    | 0.51%                 |
| Африканське               | Африканське               |                       | 10                    | 0.51%                 |
| Азійське                  | Азійське                  |                       | 75                    | 3.86%                 |
| Океанійське               | Океанійське               |                       | 10                    | 0.51%                 |

| Зайнятість населення за галузями (за класифікацією NOC): | Зайнятість населення за галузями (за класифікацією NOC): | Зайнятість населення за галузями (за класифікацією NOC): | Зайнятість населення за галузями (за класифікацією NOC): | Зайнятість населення за галузями (за класифікацією NOC): |
| -------------------------------------------------------- | -------------------------------------------------------- | -------------------------------------------------------- | -------------------------------------------------------- | -------------------------------------------------------- |
|                                                          |                                                          |                                                          |                                                          |                                                          |
| Управління                                               | Управління                                               |                                                          | 10,7%                                                    | 10,7%                                                    |
| Бізнес, фінанси та адміністрування                       | Бізнес, фінанси та адміністрування                       |                                                          | 11,7%                                                    | 11,7%                                                    |
| Природничі та прикладні науки                            | Природничі та прикладні науки                            |                                                          | 4,7%                                                     | 4,7%                                                     |
| Охорона здоров'я                                         | Охорона здоров'я                                         |                                                          | 4,2%                                                     | 4,2%                                                     |
| Освіта, правозахист, муніципальні та урядові служби      | Освіта, правозахист, муніципальні та урядові служби      |                                                          | 3,7%                                                     | 3,7%                                                     |
| Мистецтво, культура, відпочинок та спорт                 | Мистецтво, культура, відпочинок та спорт                 |                                                          | 0,9%                                                     | 0,9%                                                     |
| Роздрібна торгівля та послуги                            | Роздрібна торгівля та послуги                            |                                                          | 23,4%                                                    | 23,4%                                                    |
| Гуртова торгівля, транспорт та обладнання                | Гуртова торгівля, транспорт та обладнання                |                                                          | 29,4%                                                    | 29,4%                                                    |
| Природні ресурси, сільське господарство                  | Природні ресурси, сільське господарство                  |                                                          | 5,6%                                                     | 5,6%                                                     |
| Виробництво                                              | Виробництво                                              |                                                          | 4,2%                                                     | 4,2%                                                     |

## Клімат
Середня річна температура становить 2,7°C, середня максимальна – 21,1°C, а середня мінімальна – -19,7°C. Середня річна кількість опадів – 493 мм.
| Клімат поселення                              | Клімат поселення | Клімат поселення | Клімат поселення | Клімат поселення | Клімат поселення | Клімат поселення | Клімат поселення | Клімат поселення | Клімат поселення | Клімат поселення | Клімат поселення | Клімат поселення | Клімат поселення |
| Показник                                      | Січ.             | Лют.             | Бер.             | Квіт.            | Трав.            | Черв.            | Лип.             | Серп.            | Вер.             | Жовт.            | Лист.            | Груд.            |                  |
| Середній максимум, °C                         | −6,54            | −3,24            | 1,90             | 10,50            | 16,72            | 20,73            | 21,06            | 20,48            | 15,35            | 9,96             | 0,52             | −5,83            |                  |
| Середня температура, °C                       | −13,11           | −9,82            | −4,7             | 3,91             | 10,16            | 14,16            | 16,02            | 15,43            | 10,30            | 4,90             | −4,51            | −10,87           |                  |
| Середній мінімум, °C                          | −19,67           | −16,41           | −11,25           | −2,64            | 3,58             | 7,58             | 10,98            | 10,38            | 5,25             | −0,13            | −9,56            | −15,91           |                  |
| Норма опадів, мм                              | 25               | 16               | 21               | 29               | 51               | 82               | 100              | 64               | 45               | 23               | 20               | 17               |                  |
| Середньомісячна швидкість вітру, м/с          | 3.28             | 3.30             | 3.40             | 3.70             | 3.71             | 3.40             | 3.10             | 2.90             | 3.19             | 3.40             | 3.40             | 3.35             |                  |
| Середньомісячна сонячна радіація, кДж/м²·день | 3640             | 7193             | 12385            | 17380            | 20615            | 22024            | 22332            | 18776            | 12854            | 7673             | 3923             | 2658             |                  |
| --------------------------------------------- | ---------------- | ---------------- | ---------------- | ---------------- | ---------------- | ---------------- | ---------------- | ---------------- | ---------------- | ---------------- | ---------------- | ---------------- | ---------------- |
| Джерело:                                      |                  |                  |                  |                  |                  |                  |                  |                  |                  |                  |                  |                  |                  |